# Сиримаво Бандаранайке
Сиримаво Ратвате Диас Бандаранайке, известна и като „Г-жа Б“, е първата жена в света, заемала на длъжността министър-председател. Понеже умело използва емоциите, за да засили влиянието си, като често избухва в сълзи, нейните противници я наричат „Плачещата вдовица“.
Тя е министър-председател на Цейлон / Шри Ланка (1960 – 1965, 1970 – 1977, 1994 – 2000), министър на финансите, министър на отбраната, член на парламента.

## Ранни години
Родена е на 17 април 1916 година в семейство на богати земевладелци. По вероизповедание е будистка, но образованието си получава в католическото училище в Коломбо. През 1940 година сключва брак със Соломон Бандаранайке, който е основател на Партията на свободата на Шри Ланка (тогава Цейлон), която през 1956 година печели изборите.

## Политическа кариера
През 1959 година нейният съпруг и премиер на страната Соломон Бандаранайке е убит и Сиримаво поема ръководството на партията му. През 1960 г. партията печели изборите и на 21 юли тя става министър-председател на Цейлон. През 1963 година обявява синхалския език за официален вместо английския, което води до недоволство от страна на тамилското малцинство. Допълнителни проблеми възникват, след като се национализират чуждестранни фирми – американски и британски петролни компании, които налагат ембарго на Шри Ланка. В резултат Бандаранайке сближава страната си със СССР и Китай.
На изборите през 1965 година губи изборите и остава в опозиция. На 29 май 1970 година отново става министър-председател. В голяма степен се придържа към социалистическата политика – както във вътрешните, така и във външните работи на страната. Извършва се национализация на банки, пристанища, редица отрасли на промишлеността. Поддържа добри отношения с Китай, СССР, Индия, а също така и с Пакистан. През 1972 година са направени поправки в конституцията, съгласно които Цейлон променя името си на Демократична социалистическа република Шри Ланка.
До 1976 г. Сиримаво е по-уважавана в чужбина, отколкото в страната си. Тогава Шри Ланка е домакин на срещата на Движението на необвързаните страни. Въпреки че е уважавана извън страната, тя губи все повече подкрепа в Шри Ланка. Това се дължи на обвиненията в корупция и все по-отслабващата икономика. За да избегне загубата на избори, използва парламентарното си мнозинство, което подкрепя предложеното удължаване на мандата от 6 на 8 години.
През 1977 г. претърпява загуба на парламентарните избори. 1980-те години се определят като „тъмни дни“ за Сиримаво - в политическо изгнание и отхвърлена от народа. Прекарва следващото десетилетие в опозиция. На президентските избори през 1988 година губи от Ранасингхе Премадаса, но по-късно отново е премиер.

## Семейство Бандаранайке
Сиримаво Бандаранайке е съпруга на Соломон Бандаранайке – министър-председател на Цейлон.
Имат дъщеря на име Сунехра (1943). Друга тяхна дъщеря е Чандрика Кумаратунга (1945), министър-председател и президент на Шри Ланка. През 1994 година тя печели президентските избори и назначава майка си за министър-председател.
Синът им Анура Бандаранайке (1949 – 2008) е министър на външните работи, на образованието, на туризма, на здравеопазването и говорител на правителството. 